# Simulium argyrocinctum
Simulium argyrocinctum är en tvåvingeart som beskrevs av Meijere 1913. Simulium argyrocinctum ingår i släktet Simulium och familjen knott. Inga underarter finns listade i Catalogue of Life.